# Palan

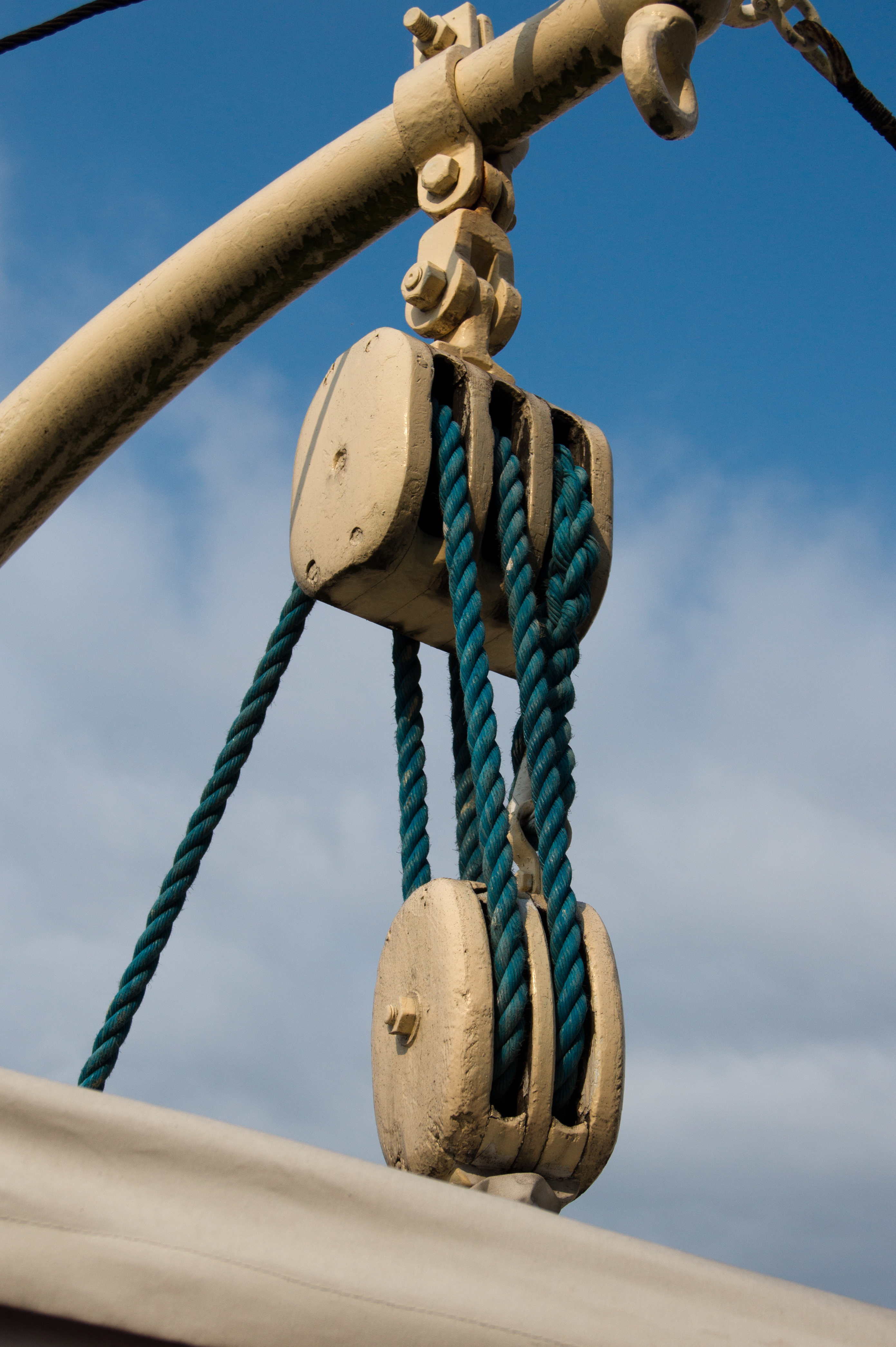
Palan

Un palan est un mécanisme de transmission du mouvement constitué de deux groupes (ou moufle), l'un fixe, l'autre mobile, contenant chacun un nombre arbitraire de poulies, et d'une corde qui les relie. Il sert à réduire l’effort nécessaire (ou démultiplier la force utilisée) pour rapprocher les deux groupes de poulies. On en utilise par exemple pour soulever des objets lourds, ou bien en voile sur un bateau pour border les voiles.
On mesure le taux de démultiplication au nombre de brins, c'est-à-dire le nombre de passages que fait la corde entre les deux groupes de poulies. L'effort nécessaire au bout du compte est divisé (au frottement près) par le nombre de brins, tandis que la longueur de corde à tirer pour rapprocher les groupes de poulies est multipliée d'autant (voir poulie).
La partie de la corde sur laquelle l'on tire (entre les mains et la poulie du haut) pour soulever la charge s'appelle le garant. À l'autre bout du cordage, le brin raccordé à un point fixe de  la poulie (le  ringot) est dénommé le dormant.
Le palan a été inventé par Archimède.

## Différents types

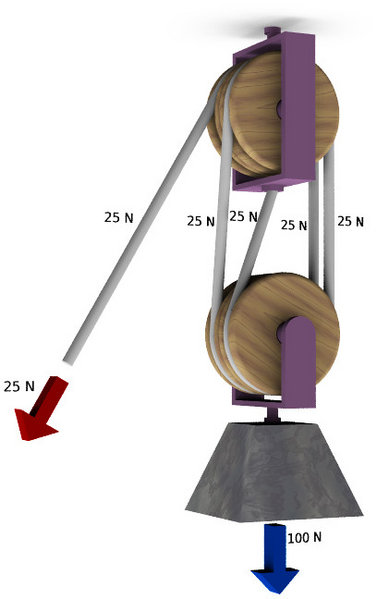
Palan à quatre brins : décomposition de la charge entre les brins.
Palan différentiel.

- Palan simple : composé d'une moufle ;
- Palan différentiel : composé de deux courroies ou cordes qui se croisent en une poulie à deux diamètres différents ;
- Palan de Verlinde : première application en 1918, par le constructeur français Verlinde, du palan et du treuil électrique.

### Utilisation comme sur-multiplicateur: les ascenseurs de la tour Eiffel
L'usage quasi universel d'un palan est la démultiplication des efforts : le travail d'une force relativement faible parvient à déplacer un poids important moyennant un délai proportionnellement plus long.
Les ascenseurs originels  de la tour Eiffel constituent un cas unique de palans utilisés non pas pour démultiplier le travail d'une force, mais au contraire pour le sur-multiplier : un puissant vérin hydraulique, à longue course, actionné par une pompe, agit en direct sur un groupe de poulies mouflées sur lequel passe le câble qui entraîne la cabine.
Le palan comportant 8 brins triples, un mètre de déplacement du vérin permet de déplacer de 8 mètres la cabine.
Ainsi se trouve résolu le problème d'embarquer de façon souple et progressive les quelque 130 mètres de câble métallique nécessaires à la course totale des ascenseurs du premier étage.